# Visconde de Carvalhais
Visconde de Carvalhais é um título nobiliárquico criado por D. Luís I de Portugal, por Decreto de 3 de Junho de 1889, em favor de António Homem de Loureiro e Sequeira.
Titulares
1. António Homem de Loureiro e Sequeira, 1.º Visconde de Carvalhais.